# Fiskars (miejscowość)

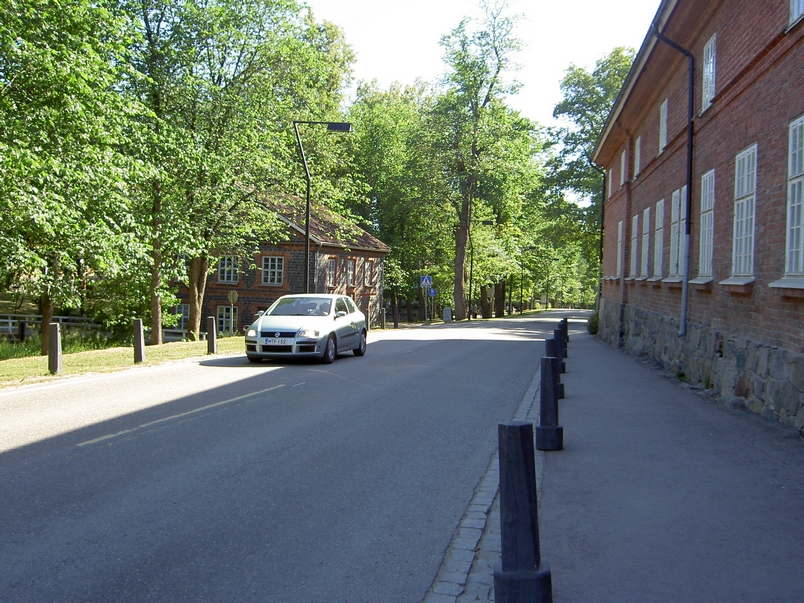
Ulica w Fiskars.

Fiskars (fiń. Fiskari) – miejscowość w południowej Finlandii, w gminie Raseborg w regionie Uusimaa. Rozwinęła się wokół huty stali założonej w 1649 roku przez Niemca Pettera Thorwöste.